# Opinión 2027
La opinión 2027 es una norma de la Comisión Internacional de Nomenclatura Zoológica que establece una excepción en el principio de prioridad para que prevalezcan los nombres específicos de 17 animales silvestres frente a sus descendientes domésticos. La opinión 2027 se emitió en el año 2003 en respuesta al Caso 3010 y el debate que originó.

## Especies afectadas
Los nombres de las 17 especies animales afectadas son:
- Bombyx mandarina
- Bos gaurus
- Bos mutus
- Bos primigenius
- Bubalus arnee
- Camelus ferus
- Canis lupus
- Capra aegagrus
- Carassius gibelio
- Cavia aperea
- Equus africanus
- Equus ferus
- Felis silvestris
- Lama guanicoe
- Mustela putorius
- Ovis orientalis
- Vicugna vicugna

## Sentido
Estas 17 especies de animales salvajes son los ancestros de algunos de los animales domésticos más relevantes y por ello habían recibido su nombre con posterioridad al nombre de sus variedades domésticas, por lo que según el principio de prioridad desde el momento en que se demostrara que ambas variedades son una sola especie su nombre específico tendría que desaparecer. La norma se establece para evitar la paradoja de que los linajes más antiguos, los silvestres, sean nombrados como subespecies de sus descendientes. Por ello dispone que si se demuestra la proximidad suficiente entre las poblaciones de animales salvajes y sus descendientes domésticos para que sean considerados una misma especie, el nombre binomial que debe aplicarse a ambos es el que tuviera la variedad salvaje.